# Scott Steward
Scott Steward (nascido em 13 de junho de 1965) é um ex-ciclista australiano que competiu nos Jogos Olímpicos de Verão de 1988, representando a Austrália.